# Hideaki Nagai
Hideaki Nagai –en japonés, 永井秀昭, Nagai Hideaki– (Ashiro, 5 de septiembre de 1983) es un deportista japonés que compite en combinada nórdica.
Participó en tres Juegos Olímpicos de Invierno, obteniendo una medalla de bronce en Pekín 2022, en la prueba por equipo (junto con Yoshito Watabe, Akito Watabe y Ryota Yamamoto), el quinto lugar en Sochi 2014 y el cuarto en Pyeongchang 2018, en la misma prueba.

## Palmarés internacional
| Juegos Olímpicos | Juegos Olímpicos | Juegos Olímpicos  | Juegos Olímpicos         |
| Año              | Lugar            | Medalla           | Prueba                   |
| ---------------- | ---------------- | ----------------- | ------------------------ |
| 2022             | Pekín (China)    | Medalla de bronce | TG + 4 × 5 km por equipo |